# Port rzeczny w Bydgoszczy

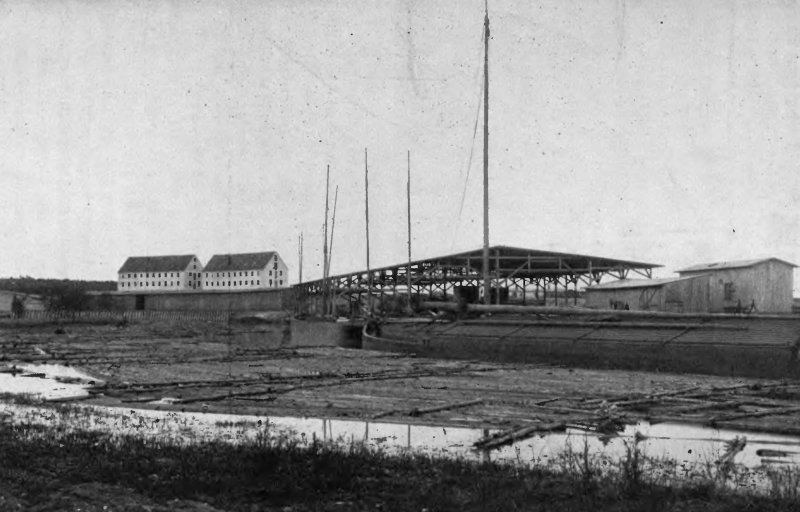
Port przeładunkowy Bydgoskiego Towarzystwa Żeglugi Holowniczej Spółka Akcyjna – początek XX wieku

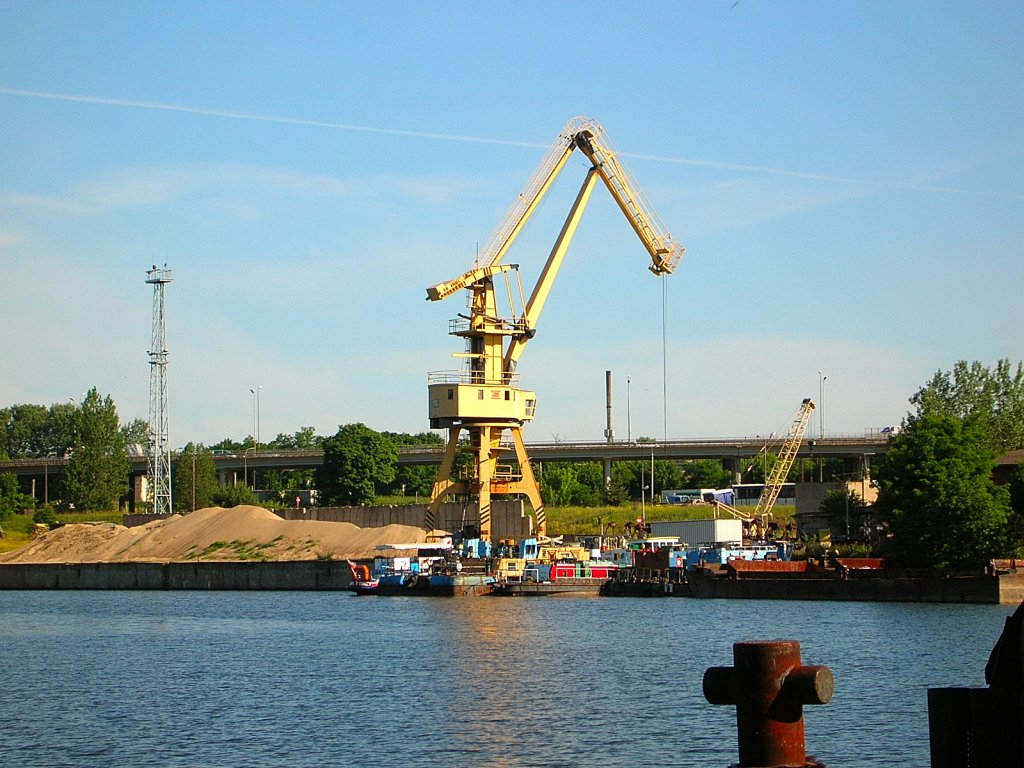
Widok od strony basenu portowego

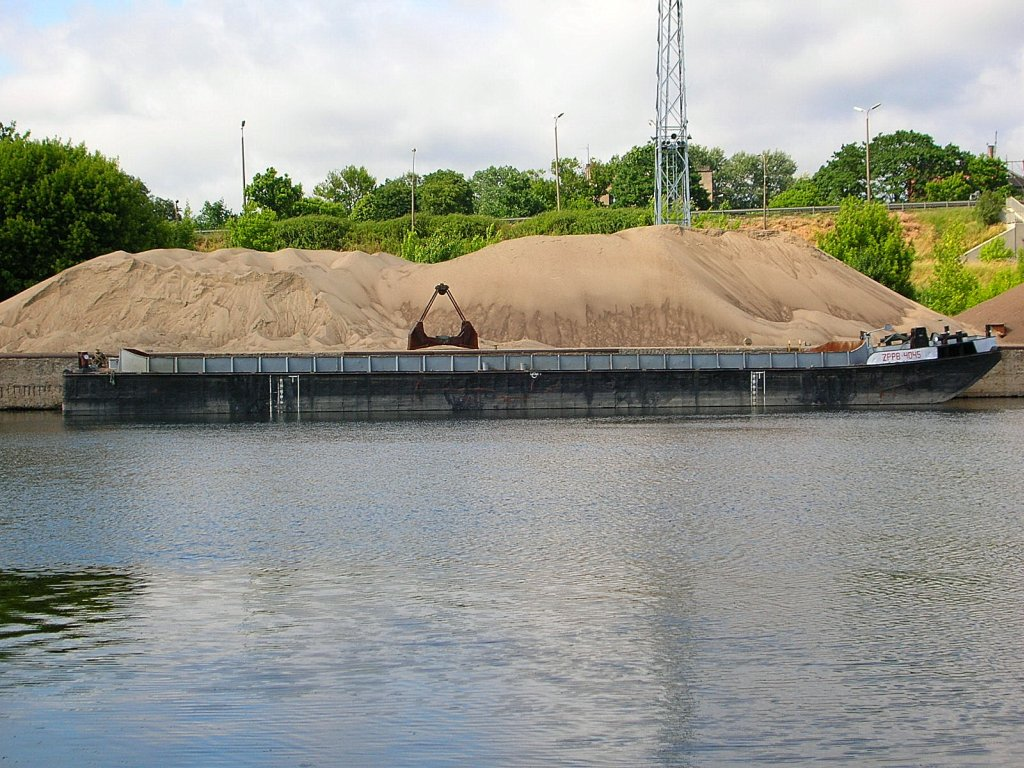
Przeładunek kruszywa w porcie

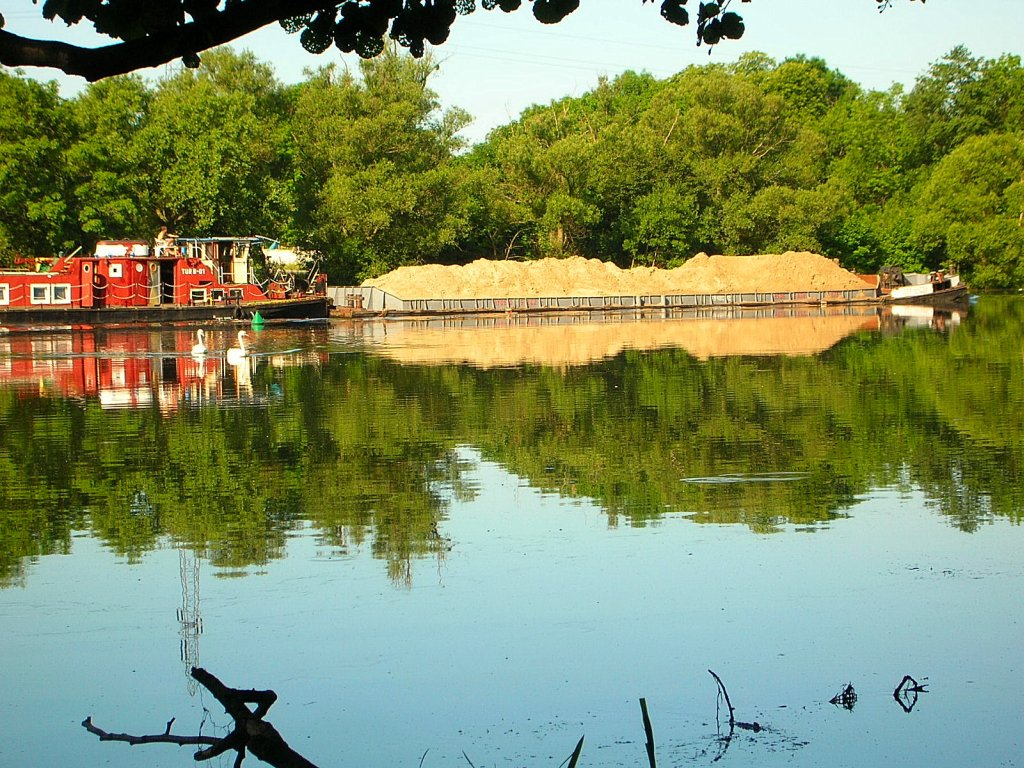
Transport kruszywa na dolnej Brdzie w 2005 r.

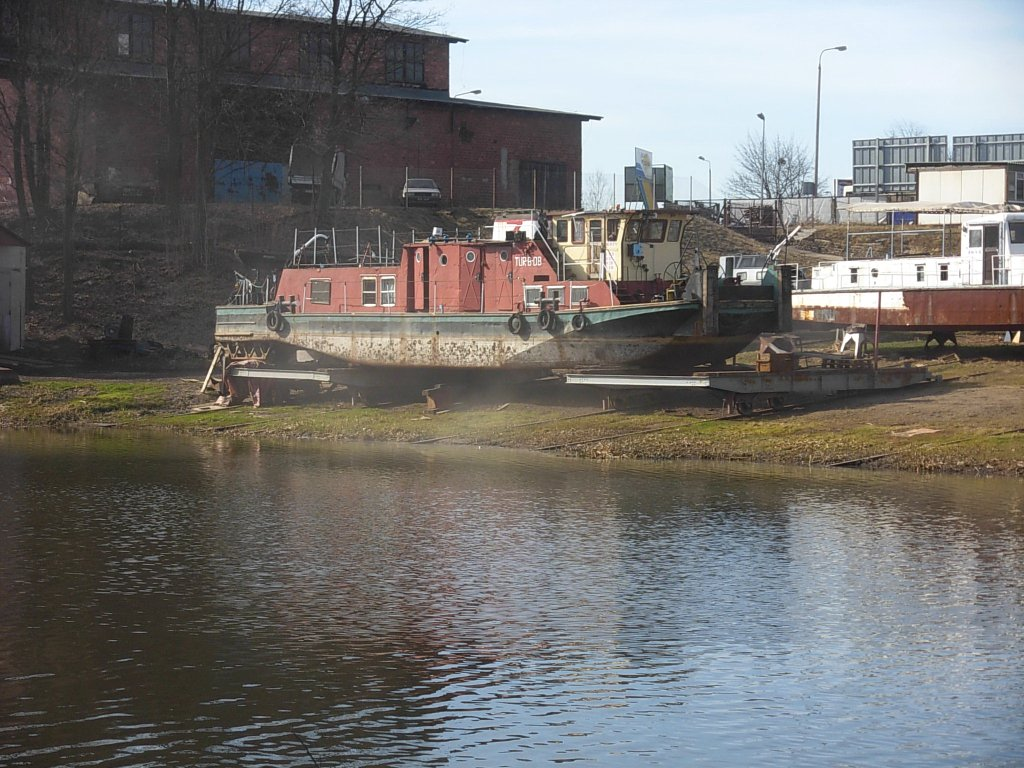
Stocznia remontowa

Port rzeczny w Bydgoszczy – port handlowy żeglugi śródlądowej, położony na rzece Brdzie w Bydgoszczy, należący do przedsiębiorstwa Żegluga Bydgoska.

## Położenie
Port Handlowy Żeglugi Bydgoskiej położony jest przy ul. Przemysłowej 8, na północnym nabrzeżu Brdy, naprzeciw wyspy na rzece, w dzielnicy Siernieczek.

## Historia
Historia rzecznych portów bydgoskich wiąże się z rozwojem transportu towarowego w Bydgoskim Węźle Wodnym. W czasach największego wykorzystania gospodarczego drogi wodnej Wisła-Odra w II połowie XIX i w I połowie XX wieku, w Bydgoszczy istniały trzy porty: najstarszy położony przy Rybim Rynku, Port Drzewny w Brdyujściu oraz port na Zimnych Wodach wraz ze stocznią i fabryką maszyn.
W 2010 r. gospodarczo wykorzystywany był jedynie port rzeczny Żeglugi Bydgoskiej, który zachował odpowiednią infrastrukturę gospodarczą.

### Okres pruski 1891-1920
Budowa portu rzecznego w rejonie dolnej Brdy wiąże się z założeniem w 1891 r. i działalnością Bydgoskiego Towarzystwa Żeglugi Holowniczej.  Spółka w myśl umowy zawartej między miastem Bydgoszcz, a Skarbem Państwa pruskiego nabyła parcele w podbydgoskich gminach: Zimne Wody, Kapuściska, Siernieczek oraz Czersku Polskim oraz zapoczątkowała zabudowę składowo-przemysłową nabrzeży dolnej Brdy.  W 1897 r. spółka rozpoczęła budowę rzecznego portu przeładunkowego na północnym nabrzeżu zakola Brdy w Zimnych Wodach. Prace przy urządzaniu portu były prowadzone równocześnie z przekopem meandru Brdy, w wyniku czego powstała wyspa na rzece, a starorzecze zaadaptowane na basen portowy. W listopadzie 1897 r. uruchomiono kolej dojazdową do portu, w 1898 r. wybudowano magazyny przystosowane do przeładunku towarów z barek do wagonów kolejowych, zainstalowano żuraw parowy oraz powiększono place składowe. W 1899 r. wybudowano dwa nowe magazyny cukru. W 1901 r. przedłużono bocznicę kolejową do ul. Fordońskiej, a w 1904 r. zainstalowano wykonany w miejscowej fabryce żuraw o nośności 20 ton. Na początku XX wieku zdolność przeładunkowa portu sięgała 2 tys. wagonów rocznie.

### Okres międzywojenny 1920-1939
Głębokie przeobrażenia gospodarcze nastąpiły w okresie międzywojennym, co związane było ze zmianą granic politycznych. W związku ze zmniejszeniem ruchu żeglugowego na drodze wodnej Wisła-Odra port otrzymywał mniej zleceń, a jego możliwości przeładunkowe i magazynowe nie były w pełni wykorzystane.
Do operacji gospodarczych przeprowadzanych w porcie należały: magazynowanie towarów w magazynach portowych, składowanie towarów na placach portowych, przetoki wagonów, przeładunki towarów na barki.

### Okres okupacji 1939–1945
Podczas działań wojennych w 1939 r. spaliły się pięciopiętrowe magazyny zbożowe, a bocznica kolejowa została przez hitlerowców zdewastowana.

### Okres po 1945
Mimo strat wojennych port został w dość szybkim tempie doprowadzony do porządku i rozpoczął pracę. Żegluga Bydgoska przejęła go oficjalnie w październiku 1951 r.
Równolegle „Żegluga” uruchomiła dalsze porty – w Poznaniu, Ujściu, Krzyżu i Kostrzynie nad Odrą.
W latach 1973–1975 dokonano rozbudowy portu. Wybudowano wówczas nowe nabrzeże o długości 430 m, wydzielono obszerne place składowe, zainstalowano 5 dźwigów portowych, samojezdnych, na wydzielonym torowisku o dużym zasięgu ramion. Wprowadzono nowy sprzęt mechaniczny, postawiono 2 wieże oświetleniowe, skanalizowano port z punktami czerpania wody pitnej, pogłębiono basen portowy.
Po rozbudowie port bydgoski stał się największym portem śródlądowym na drodze wodnej Wisła-Odra.
O ile przed rozbudową roczne przeładunki portu w Bydgoszczy wynosiły 200 tys. ton, to pod koniec lat 70. XX w., kiedy zanotowano apogeum przewozów Żeglugi Bydgoskiej, port przeładowywał 2 mln ton towarów rocznie
Zmniejszenie przeładunków w porcie nastąpiło po 1981 r. Port za 6 miesięcy roku 1982 wykonał przeładunki tylko 330 tys. ton, portowe pchacze i dźwigi stały bezczynnie, a część robotników portowych przeszła na wcześniejszą emeryturę.
Obecnie w porcie przeładowuje się głównie kruszywo budowlane wydobywane z Wisły i transportowane do portu rzeką Brdą.